# Miguel Ángel Castro Muñoz
Miguel Ángel Castro Muñoz (Puebla de Zaragoza, 15 novembre 1970) è un vescovo cattolico messicano, dal 27 marzo 2021 vescovo di Huajuapan de León.

## Biografia
Nasce a Puebla de Zaragoza, nella Puebla e nell'arcidiocesi di Puebla de los Ángeles, il 15 novembre 1970.

### Formazione e ministero sacerdotale
Frequenta gli studi presso il Pontificio Seminario Palafoxiano di Puebla de Zaragoza.
Il 29 giugno 1998 è ordinato presbitero per l'arcidiocesi di Puebla de los Ángeles.
Consegue poi la laurea in storia della Chiesa presso la Pontificia Università della Santa Croce in Roma.
Dopo l'ordinazione è vicario parrocchiale in diverse parrocchie dell'arcidiocesi, per poi essere chiamato alla guida del santuario arcidiocesano guadalupano. Successivamente è assessore presso il seminario minore e poi docente nel seminario maggiore dell'arcidiocesi. Diviene poi direttore spirituale dei Missionari della Carità e coordinatore del corso introduttivo del seminario. Ricopre infine dal 2020 l'incarico di parroco della parrocchia del Gesù Buon Pastore in Puebla de Zaragoza.

### Ministero episcopale
Il 27 marzo 2021 papa Francesco lo nomina vescovo di Huajuapan de León; succede a Teodoro Enrique Pino Miranda, deceduto il 2 luglio 2020. Il 17 giugno prossimo riceve l'ordinazione episcopale, nella cattedrale della Vergine di Guadalupe a Huajuapan de León, dall'arcivescovo Victor Sánchez Espinosa, co-consacranti gli arcivescovi Franco Coppola, nunzio apostolico in Messico, e Pedro Vázquez Villalobos, arcivescovo di Antequera. Durante la stessa celebrazione prende possesso della diocesi.

## Genealogia episcopale
La genealogia episcopale è:
- Cardinale Scipione Rebiba
- Cardinale Giulio Antonio Santori
- Cardinale Girolamo Bernerio, O.P.
- Arcivescovo Galeazzo Sanvitale
- Cardinale Ludovico Ludovisi
- Cardinale Luigi Caetani
- Cardinale Ulderico Carpegna
- Cardinale Paluzzo Paluzzi Altieri degli Albertoni
- Papa Benedetto XIII
- Papa Benedetto XIV
- Papa Clemente XIII
- Cardinale Marcantonio Colonna
- Cardinale Giacinto Sigismondo Gerdil, B.
- Cardinale Giulio Maria della Somaglia
- Cardinale Carlo Odescalchi, S.I.
- Vescovo Joaquín Fernández de Madrid y Canal
- Arcivescovo Clemente de Jesús Munguía y Núñez
- Arcivescovo Pelagio Antonio de Labastida y Dávalos
- Arcivescovo Eulogio Gregorio Clemente Gillow y Zavalza
- Arcivescovo José Othón Núñez y Zárate
- Arcivescovo José María González Valencia
- Arcivescovo Antonio López Aviña
- Cardinale Norberto Rivera Carrera
- Arcivescovo Victor Sánchez Espinosa
- Vescovo Miguel Ángel Castro Muñoz